# Sud-Est du Paraná
Le Sud-Est du Paraná est l'une des 10 mésorégions de l'État du Paraná. Elle regroupe 21 municipalités groupées en 4 microrégions.

## Données
La région compte 398 453 habitants pour 17 021 km².

## Microrégions
La mésorégion Sud-Est du Paraná est subdivisée en 4 microrégions:
- Irati
- Prudentópolis
- São Mateus do Sul
- União da Vitória